# La ruta del yerbajo
La ruta del yerbajo es una historieta serializada en 1993 del dibujante de cómics español Francisco Ibáñez perteneciente a la serie Mortadelo y Filemón.

## Trayectoria editorial
Serializada en la revista Mortadelo Extra nºs 41 a 45 y más tarde en el n.º 78 de la Colección Olé.

## Sinopsis
Mortadelo y Filemón se van a encargar de La ruta del yerbajo, es decir, lucharan contra los traficantes de droga, incautarán alijos, arrasarán sus cultivos, cortarán sus vías de acceso al país, obtendrán pruebas para encarcelar a los culpables, etc. Y de paso, se toman unas cuantas cosillas de allí...